# Trofeo Margarita Miranda
El Trofeo Margarita Miranda es un torneo de verano de fútbol femenino que se celebra anualmente en Palma de Mallorca (Islas Baleares, España). Lo organiza el CD Atlético Baleares desde 2022 y se juega en el Estadio Balear. Se disputa para dar inicio a la temporada oficial del primer equipo femenino de la entidad y nació como equivalente del Trofeo Nicolás Brondo, disputado desde 1966 por el primer equipo masculino con la misma finalidad.
Su nombre se debe a Margarita Miranda Bordoy, que en los años 60 y 70 fue destacada personalidad de dicho club y una de las primeras mujeres dirigentes en el fútbol balear.

## Historial
| Año  | Edición     | Campeón           | Resultado | Subcampeón                | Otros datos   |
| ---- | ----------- | ----------------- | --------- | ------------------------- | ------------- |
| 2022 | 1.ª edición | Atlético Baleares | 4–0       | Selección balear femenina | Partido único |
| 2023 | 2.ª edición | CE Europa         | 2–1       | Atlético Baleares         | Partido único |
| 2024 | 3.ª edición | Atlético Baleares | 2–0       | Atlético Baleares B       | Partido único |

## Palmarés
- Con 2 títulos: Atlético Baleares (2022 y 2024)
- Con 1 título: CE Europa (2023)